# Наконечный, Иван Максимович
Ива́н Макси́мович Наконе́чный — активист Евромайдана, участник Небесной сотни, Герой Украины (2014, посмертно).

## Биография
Офицер ВМС СССР в отставке. С 1982 года проживал с семьёй в Киеве.

## На Майдане
Присутствовал на Майдане во время разгона 30 ноября 2013 года, после чего приходил туда же каждый день.
Умер в одной из киевских больниц от ран, полученных во время столкновений 19 февраля на улице Институтской.
С захоронением возникли проблемы. Сын Ивана проживает на родине своей матери, в Санкт-Петербурге. Он был уведомлен о гибели отца, но отказался его хоронить.

## Память

### Награды
- Звание Герой Украины с вручением ордена «Золотая Звезда» (21 ноября 2014, посмертно) — за гражданское мужество, патриотизм, героическое отстаивание конституционных принципов демократии, прав и свобод человека, самоотверженное служение Украинскому народу, обнаруженные во время Революции достоинства[2].
- Медаль «За жертвенность и любовь к Украине» (УПЦ КП, июнь 2015) (посмертно)[3].